# عثارة (المفلحي)

تعديل مصدري - تعديل

عثارة هي إحدى قرى عزلة المفلحي بمديرية المفلحي التابعة لمحافظة لحج، بلغ تعداد سكانها 3486 نسمة حسب تعداد اليمن لعام 2004.